# Syzygium badescens
Syzygium badescens är en myrtenväxtart som beskrevs av Peter Shaw Ashton. Syzygium badescens ingår i släktet Syzygium och familjen myrtenväxter. Inga underarter finns listade i Catalogue of Life.